# Clara Petacci
Clara Petacci (Roma, 28 de fevereiro de 1912 — Mezzegra, 28 de abril de 1945) foi uma política romana de classe alta, que se tornou amante do ditador italiano Benito Mussolini. Francesco Petacci, seu pai, tinha sido médico pessoal do Papa. Claretta era vinte e nove anos mais jovem que Mussolini.

## Morte
Em 27 de abril de 1945, Mussolini e Petacci foram capturados pela resistência italiana, enquanto viajavam com um comboio de membros da República Social Italiana. Em 28 de abril, ela e Mussolini foram levados para Mezzegra e fuzilados. No dia seguinte, 29 de abril, os corpos de Mussolini e Petacci foram levados para Piazzale Loreto, em Milão, e pendurados de cabeça para baixo, frente de um posto de combustível. Os corpos foram fotografados enquanto uma multidão descarregava a sua raiva em cima deles.

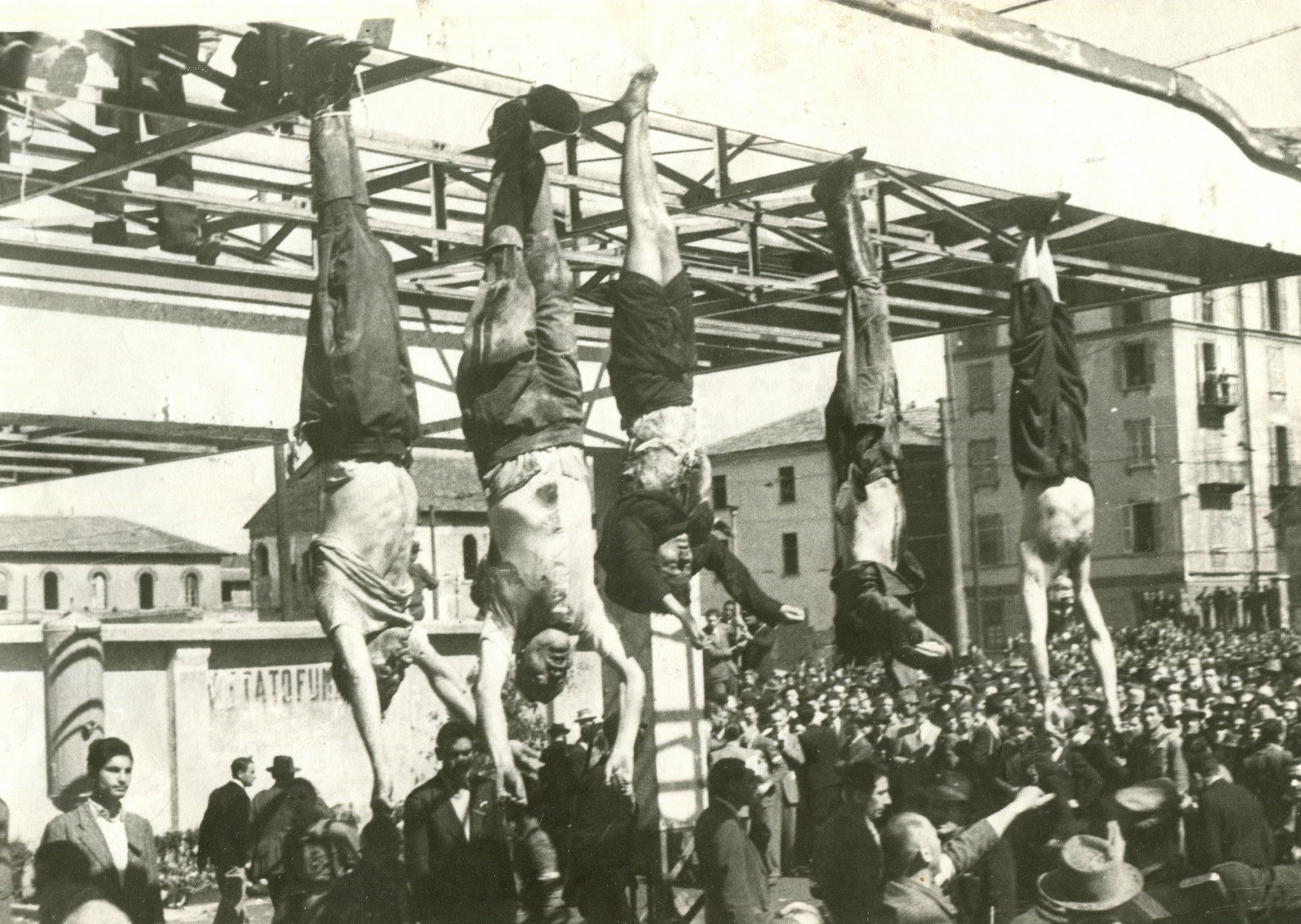
Da esquerda para a direita, os corpos de Nicola Bombacci, Benito Mussolini, Clara Petacci, Alessandro Pavolini e Achille Starace na Piazzale Loreto, 1945.

Um livro com os diários íntimos de Clara Petacci, foi publicado na Itália em novembro de 2009. Nesta obra estão reunidos textos escritos entre 1932 e 1938 e que revelam aspectos menos conhecidos do ditador.